# Maianthemum dilatatum
Maianthemum dilatatum là một loài thực vật có hoa trong họ Măng tây. Loài này được (Alph.Wood) A.Nelson & J.F.Macbr. mô tả khoa học đầu tiên năm 1916.

## Hình ảnh

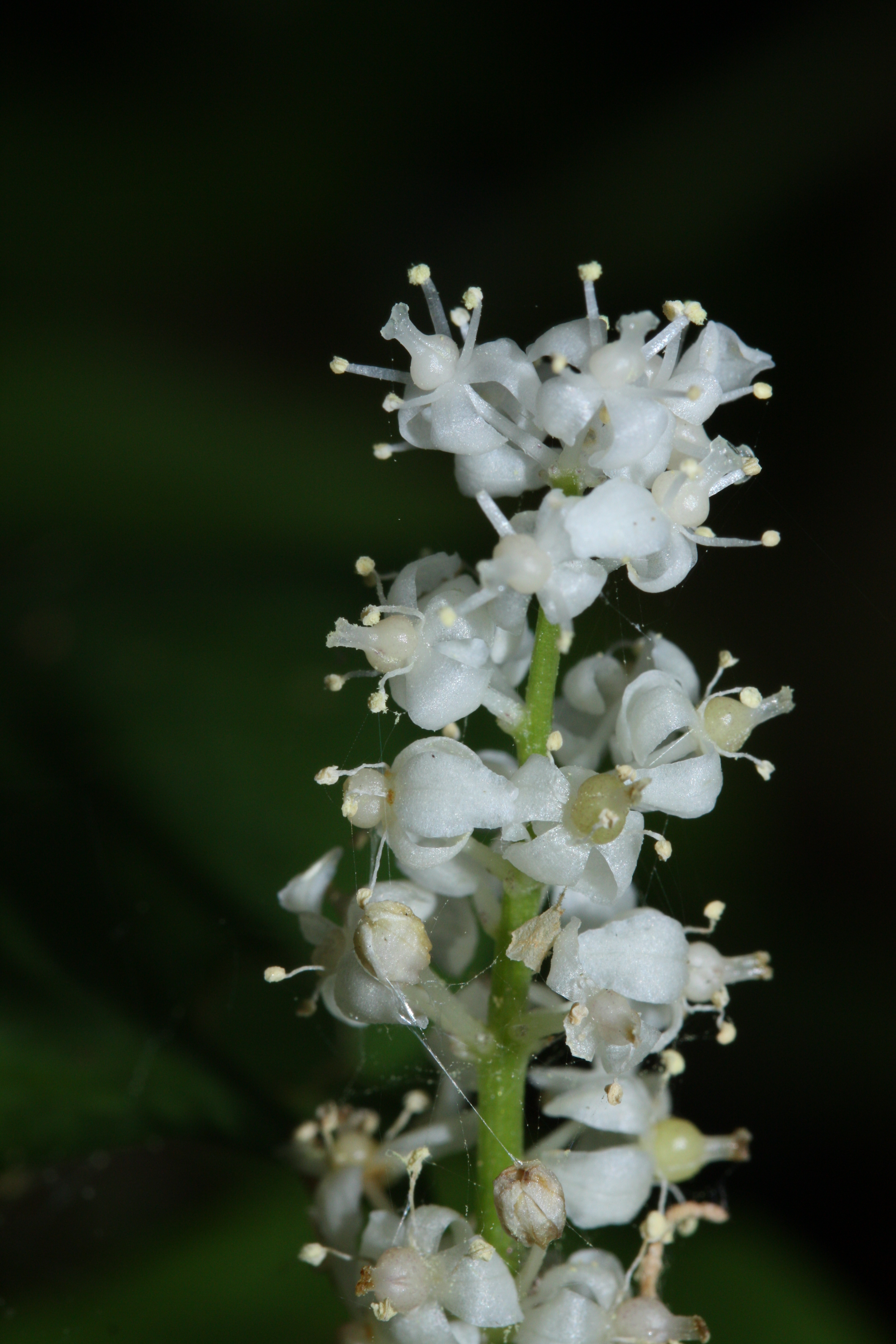
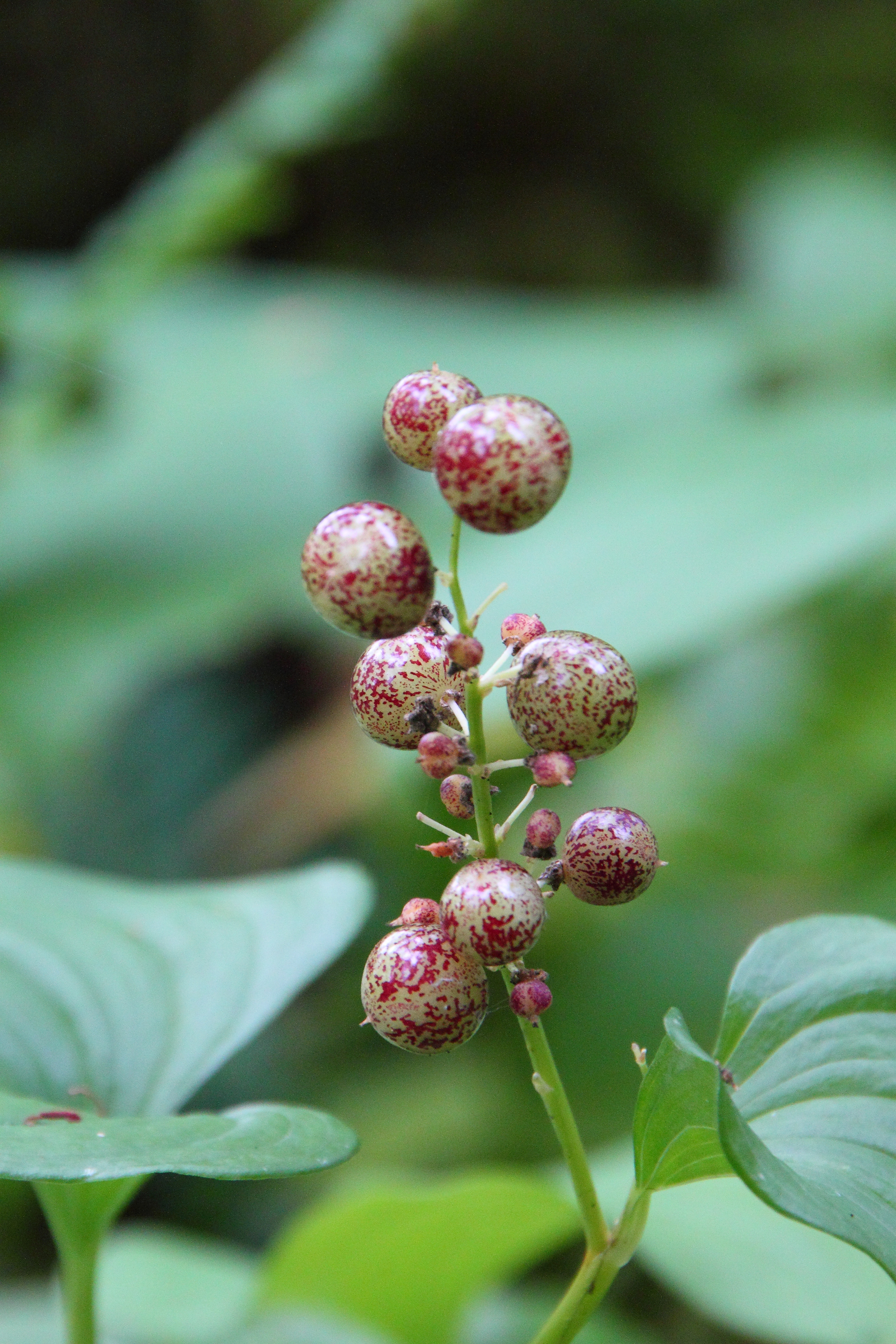
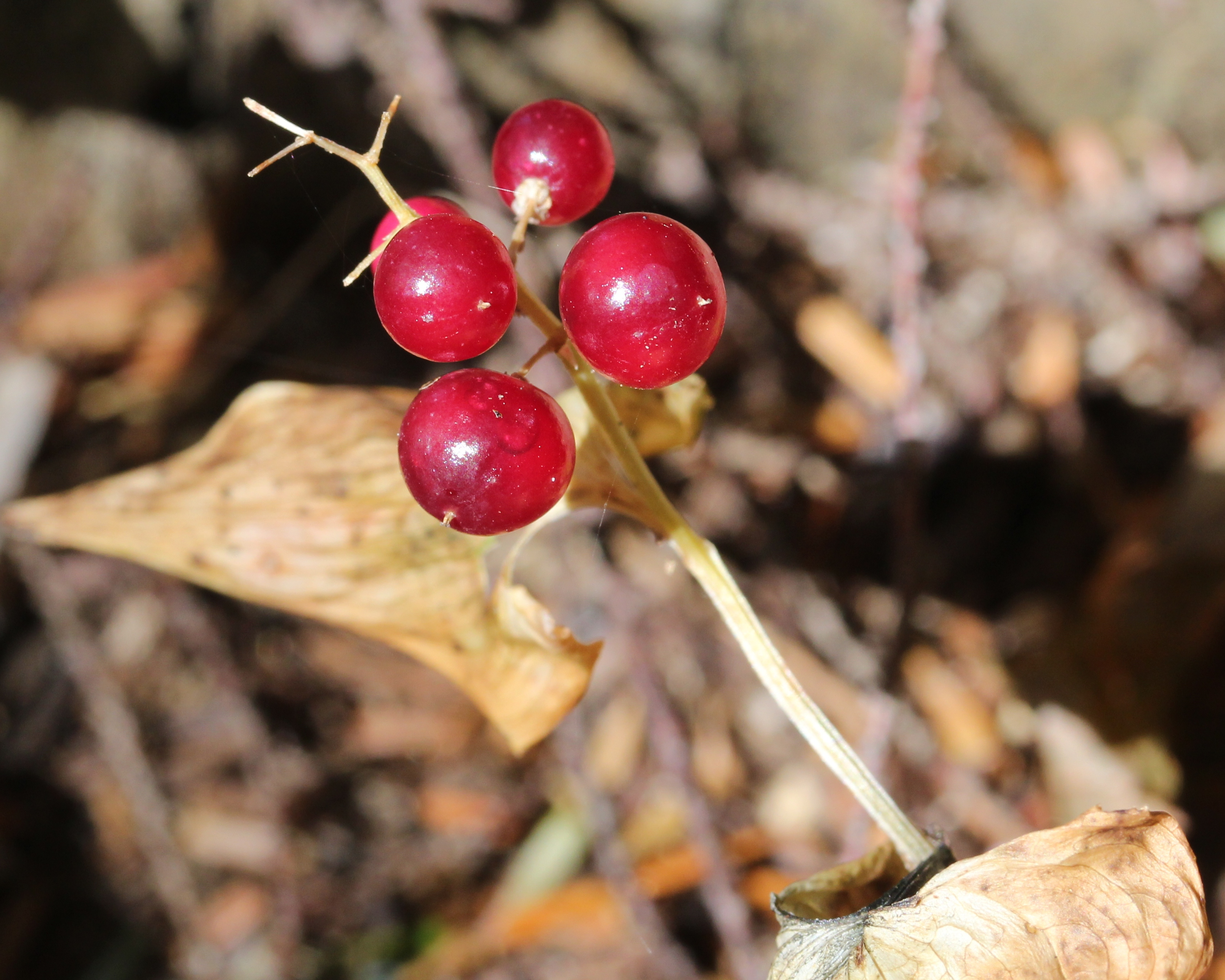
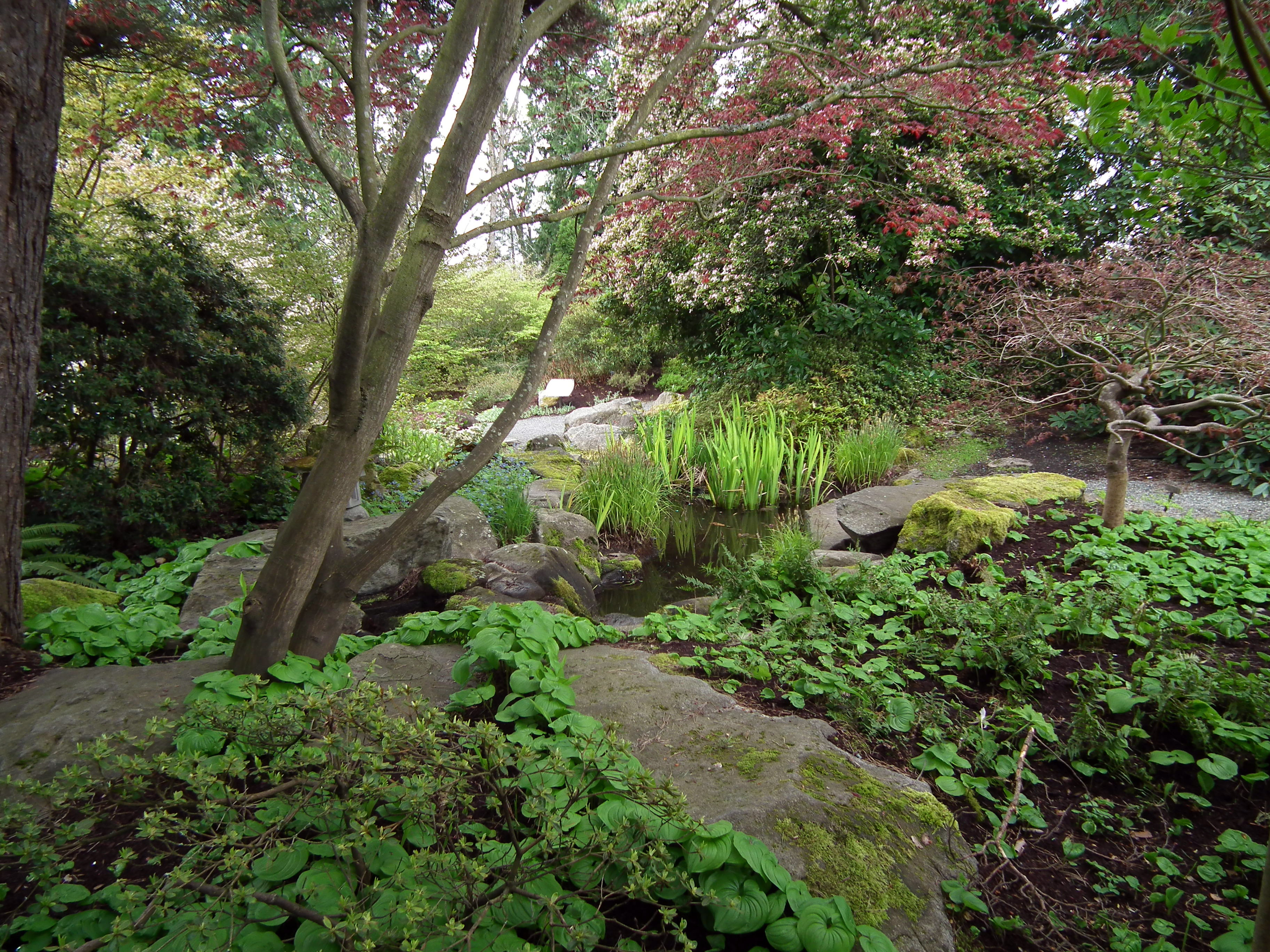